# ТВ Спектар
Телевизија Спектар била је телевизијска станица у Сомбору.

## Историјат
Телевизија Спектар је основана 1998. године. Од свог оснивања до данас, телевизија уређивачком политиком негује објективно, независно и непристрасно информисање, са посебним акцентом на садржаје из културе, науке, цивилног друштва, давања доприноса развоју демократије, унапређење рада институција система. С обзиром на богату традицију Сомбора, као мултиетничке мултикултуралне и мултиконфесионалне средине, својим програмским садржајима телевизија негује и афирмише овакве вредности на бази међусобне толеранције и интеграције припадника свих мањинских народа у све токове живота и рада. Оваква уређивачка и програмска оријентација доноси ТВ Спектру епитет респектабилног медија.

## Телевизија данас
Савет Републичке радиодифузне агенције (РРА) је 2007. године, доделио телевизијску фреквенцију ТВ „Спектру”. За емитовање на локалу конкурисала је још и телевизија „К54” (која је наставила свој рад на кабловским системима). Савет РРА доделио је укупно 88 локалних ТВ фреквенција. Западнобачки округ има још једну телевизију, за подручје Оџака фреквенција је припала „Каналу 25”. Телевизија Спектар емитује канал на 57 каналу УХФ подручја (на 37 каналу била од 1998. до 2007. године).

## Радио Спектар
У склопу РТВ Спектар налазио се и „Радио Спектар“. Радио Спектар је био први приватни радио у Војводини, почео је са радом 20. маја 1991. године, на основу закупа коришћења фреквенције државног медија Радио Сомбора. Радио је применио савремену програмску шему на бази брзе и објективне информације уз максималну отвореност према својим слушаоцима и веома брзо стекао велику популарност и кредибилитет код слушалаца. Почетком 1993. године Радио Сомбор једнострано раскида уговор са Спектром. 20. маја 1993. године Радио Спектар наставља емитовање свог програма на фреквенцији 101,3 MHz, на којој емитује све до 2007. године када прелази на 106,6, да би након тога, по одлуци РРА обуставио емитоање програма. Фреквенцију од 106,6 добија Радио Фортуна, а фреквенцију 101,3 добија АС ФМ радио-станица из Новог Сада.

## Интерфер
Интерфер је интернационални фестивал репортаже у организацији телевизије Спектар. Ова јединствена новинарска манифестација у свету већ 14 година окупља сваког септембра у Сомбору репортере у свим медијским категоријама (новине, радио и телевизија) и уз богат фестивалски програм презентује новинарима и гостима традицију, културу, мултиетницност и мултикултуралност, тржишне субјекте као и остале вредности овог поднебља.